# Хетум III
Хетум III (род. 1151 — †1218) — армянский князь Ламброна из династии Хетумидов (Ошинидов).

## Биография
Родился в 1151 году, в семье Ошина II из рода Хетумидов (Ошинидов) и Шаандухт Пахлавуни. После победы, Тороса II из рода Рубенидов, над византийцами, последовала первая попытка объединения двух соперничающих родов Рубенидов и Хетумидов. Союз должен был быть скреплен браком между малолетними детьми Ошина — Хетумом, и одной из дочерей Тороса.
Сразу после смерти своего тестя Тороса II, Хетум расторгнул брак, заключенный в своё время для скрепления перемирия между двумя династиями. После этого, новый правитель княжества Рубенидов — Млех, безуспешно, пытался штурмом взять его родовой замок Ламброн. После Млеха, подчинить непокорных Хетумидов пытался уже следующий правитель — Рубен III. Однако и его надежды покорить соперничавший род разбились у стен Ламброна
Вскоре король Киликии Левон, из рода Рубенидов, желая обуздать традиционно соперничающий и не повинующийся род Хетумидов, собрав армию осадил укрепившегося в крепости Ламброн Хетума III. Однако, подобно своим предшественникам Млеху и Рубену III, Левон потерпел неудачу у стен крепости. После этого, с целью покончить с князем, он приглашает того на заключение мнимого брака между двумя родами. Сразу по прибытии, Хетум, по приказу короля, был схвачен и заточен в тюрьму